# Program Vostok
Program Vostok (rus. Восто́к, Orijent ili Istok) bio je sovjetski projekat ljudskih svemirskih letova sa ciljem stavljanja prvog sovjetskog građanina u nisku Zemljinu orbitu i njegovog bezbednog povratka. Konkurišući američkim projektu Merkur, programu Vostok je uspelo da 12. aprila 1961. godine u orbitu postavi prvog čoveka u svemiru, Jurija Gagarina, na Vostoku 1. Kapsula Vostok razvijena je od špijunskog satelitskog projekta Zenit, a njegova lansirna raketa je prilagođena od postojećeg dizajna interkontinentalne balističke rakete (ICBM) R-7 Semjorka. Ime „Vostok” tretiralo se kao poverljiva informacija sve dok Gagarinov let nije prvi put javno obelodanjen svetskoj štampi.
Program je izveo šest svemirskih letova sa posadom između 1961. i 1963. Najduži let trajao je skoro pet dana, a poslednja četiri lansirana su u parovima, u razmaku od jednog dana. To je premašilo demonstrirane mogućnosti projekta Merkur u pogledu najdužeg leta od nešto više od 34 sata, i pojedinačnih misija.
Vostok su nasledila dva leta programa Voskhod 1964. i 1965, koji su koristili modifikacije kapsule Vostok za troje i dvoje ljudi, i veću raketu za lansiranje.

## Izbor i obuka kosmonauta
Do januara 1959. Sovjeti su započeli pripreme za ljudski let u svemir. Lekari sovjetskog vazduhoplovstva insistirali su na tome da potencijalni kandidati za kosmonaute budu kvalifikovani piloti vazduhoplovstva, tvrdeći da će oni imati relevantne veštine poput izloženosti većim g-silama, kao i iskustvo izbacivanja sedišta; takođe su Amerikanci izabrali Merkjuri sedmoricu u aprilu 1959. godine, svi od kojih su imali vazduhoplovno iskustvo. Kandidati su morali da budu inteligentni, sposobni da podnose situacije visokog stresa i u dobroj fizičkoj formi.
Glavni dizajner sovjetskog svemirskog programa, Sergej Koroljov, odlučio je da kosmonauti moraju biti muškarci, stari između 25 i 30 godina, ne viši od 1,75 metara i teški ne više od 72 kilograma. Konačne specifikacije za kosmonaute odobrene su u junu 1959. Do septembra su započeti intervjui sa potencijalnim kosmonautima. Iako pilotima nije bilo rečeno da postoji mogućnost leta u svemir, jedan od lekara zaduženih za postupak selekcije verovao je da su neki piloti to zaključili. Nešto više od 200 kandidata prošlo je kroz proces intervjua, a do oktobra je sproveden niz zahtevnih fizičkih testova na onima koji su preostali, poput izloženosti niskim pritiscima i testa u centrifugi. Do kraja 1959. godine odabrano je 20 muškaraca. Koroljov je insistirao na većoj grupi od NASA-inog astronautskog tima od sedam. Od ovih 20, pet ih je bilo izvan željenog uzrasta; stoga je starosni zahtev bio ublažen. Za razliku od NASA-ine astronautske grupe, ovu grupu nisu isključivo činili iskusni piloti; Beljajev je bio najiskusniji sa 900 sati leta. Sovjetske svemirske letelice bile su automatizovanije od američkih, pa nije bilo potrebno značajno pilotsko iskustvo.
Dana 11. januara 1960, sovjetski vrhovni maršal vazduhoplovstva Konstantin Veršinin odobrio je planove za uspostavljanje Centra za obuku kosmonauta, čija bi isključiva svrha bila priprema kosmonauta za njihove predstojeće letove; u početku bi objekat imao oko 250 zaposlenih. Veršinin je dodelio već čuvenom avijatičaru Nikolaju Kamaninu da nadgleda operacije u ovoj instalaciji. Do marta, većina kosmonauta stigla je centar za obuku. Veršinin je održao pozdravni govor 7. marta, i prisutni su formalno primljeni u grupu kosmonauta. Sredinom juna svih dvadeset bilo je stalno stacionirano u centru. U martu su kosmonauti započeli svakodnevni režim treninga, i pratili su predavanja sa temama poput raketnih svemirskih sistema, navigacije, geofizike i astronomije.
Zbog ograničenja prostora početnog objekta, kosmonauti i osoblje preseljeni su u novi objekat u Zvezdanom gradu (tada poznatom kao Zeleni), koji je bio dom ruskog programa obuke kosmonauta više od 60 godina. Preseljenje se zvanično odvilo 29. juna 1960.

### Vangardskih šest
U Gromovom institutu za istraživanje letova izgrađen je simulator svemirskih letelica, nazvan TDK-1. Zbog neefikasnosti obuke svih 20 kosmonauta u simulatoru, odlučeno je da se odabere njih šestoro koji će proći ubrzanu obuku. Odlukia o ovoj grupi, koja je postala poznata kao Vanguardska šestorka, doneta je 30. maja 1960. godine, a u početku su je činili Gagarin, Kartašov, Nikolajev, Popović, Titov i Varlamov. Aleksej Leonov se priseća da su ovih šest kandidata bili najniži u grupi od 20.
U julu, ubrzo nakon preseljenja u Zvezdan grad, dvoje od šestorice zamenjeno je iz medicinskih razloga. Prvo, tokom centrifužnog testa na 8 g, Kartašov je doživeo neka unutrašnja oštećenja, uzrokujući manja krvarenja na leđima. Uprkos Gagarinovim zahtevima da ostane, lekari su odlučili da se Kartašov ukloni iz šestočlane grupe. Kasnije u julu, Varlamov je ima plivačku nesreću. Tokom zaranjanja u jezero u blizini centra za obuku, on je udario glavom u dno, povredivši vratni pršljen. Tako su do kraja jula Vanguardsku šestorku činili: Gagarin, Bikovskij, Neljubov, Nikolajev, Popovič i Titov.
Do januara 1961. godine, ova šestorica je okončala padobranski i oporavni trening, kao i trodnevne režime u simulatorima. Njih šestoro je 17. januara učestvovalo na završnim ispitima, uključujući vreme provedeno u simulatoru i pismeni test. Na osnovu ovih rezultata, komisija, koju je nadzirao Kamanin, preporučila je upotrebu kosmonauta sa sledećim redosledom: Gagarin, Titov, Neljubov, Nikolajev, Bikovskij, Popović. U ovoj fazi Gagarin je bio nesumnjivi favorit za prvog čoveka u svemiru, ne samo na osnovu ispita, već i po neformalnom vršnjačkom ocenjivanju.

## Literatura
- Asif. A. Siddiqi (2000). Challenge to Apollo: The Soviet Union and the Space Race, 1945-1974. NASA. SP-2000-4408. Part 1 (page 1-500), Part 2 (page 501-1011).
- Colin Burgess, Rex Hall (2. 6. 2010). The first Soviet cosmonaut team: their lives, legacy, and historical impact. Praxis. стр. 356. ISBN 0-387-84823-1.
- Rex Hall, David Shayler (18. 5. 2001). The rocket men: Vostok & Voskhod, the first Soviet manned spaceflights. Springer. стр. 350. ISBN 1-85233-391-X.
- Bilstein, Roger E. (1996). Stages to Saturn: A Technological History of the Apollo/Saturn Launch Vehicles. Washington: Scientific and Technical Information Branch, National Aeronautics and Space Administration. ISBN 0-16-048909-1.
- Burgess, Colin; Kate Doolan; Bert Vis (2003). Fallen Astronauts: Heroes Who Died Reaching for the Moon. Lincoln: University of Nebraska Press. ISBN 0-8032-6212-4.
- Brzezinski, Matthew (2007). Red Moon Rising: Sputnik and the Hidden Rivalries that Ingnited the Space Race. New York: Times Books, Henry Holt and Company. ISBN 978-0-8050-8147-3.
- Burrows, William E. (1998). This New Ocean: The Story of the First Space Age. New York: Random House. ISBN 978-0-679-44521-0. ASIN 0679445218.
- Cadbury, Deborah (2006). Space Race: The Epic Battle Between America and the Soviet Union for Dominance of Space. New York: Harper Collins Publishers. ISBN 978-0-06-084553-7.
- Chaikin, Andrew (1994). A Man on the Moon: The Triumphant Story of the Apollo Space Program. New York: Penguin Books. ISBN 0140272011.
- Cornwell, John (2003). Hitler's Scientists: Science, War, and the Devil's Pact. New York: Viking Press. ISBN 0-670-03075-9.
- Dallek, Robert (2003). An Unfinished Life: John F. Kennedy, 1917–1963. Boston: Little, Brown and Company. ISBN 0-316-17238-3.
- David, Leonard (2019). Moon Rush. Simon and Schuster..
- Gainor, Chris (2001). Arrows to the Moon: Avro's Engineers and the Space Race. Burlington, Ontario: Apogee Books. ISBN 1-896522-83-1. Архивирано из оригинала 23. 7. 2008. г. Приступљено 2. 8. 2019.
- Gatland, Kenneth (1976). Manned Spacecraft, Second Revision. New York, NY, USA: Macmillan Publishing Co., Inc. стр. 100–101. ISBN 0-02-542820-9.
- Hall, Rex; David J. Shayler (2001). The Rocket Men: Vostok & Voskhod, The First Soviet Manned Spaceflights. New York: Springer–Praxis Books. ISBN 1-85233-391-X.
- Hall, Rex; David J. Shayler (2003). Soyuz: A Universal Spacecraft. New York: Springer–Praxis Books. ISBN 1-85233-657-9.
- Hardesty, Von; Gene Eisman (2007). Epic Rivalry: The Inside Story of the Soviet and American Space Race. Foreword by Sergei Khrushchev. Washington: National Geographic Society. ISBN 978-1-4262-0119-6.
- Harford, James J. (1997). Korolev: How One Man Masterminded the Soviet Drive to Beat America to the Moon (1 изд.). New York: John Wiley & Sons. ISBN 0-471-14853-9.
- Hepplewhite, T.A. (1999). The Space Shuttle Decision: NASA's Search for a Reusable Space Vehicle. Washington, DC: NASA.
- Jones, Eric M. (1. 1. 2010). „Apollo 11 Lunar Surface Journal”. Apollo Lunar Surface Journal. Internet. Архивирано из оригинала 16. 01. 2012. г. Приступљено 15. 8. 2010.
- Kraft, Chris; James Schefter (2001). Flight: My Life in Mission Control. New York: Dutton. ISBN 0-525-94571-7.
- Murray, Charles; Catherine Bly Cox (1990). Apollo: The Race to the Moon. New York: Touchstone (Simon & Schuster). ISBN 0-671-70625-X. „The link is to the 2004 edition, pages differ, but content the same.”
- Parry, Dan (2009). Moonshot: The Inside Story of Mankind's Greatest Adventure. Chatham, United Kingdom: Ebury Press. ISBN 978-0-09-192837-7.
- Pekkanen, Saadia M. "Governing the New Space Race." AJIL Unbound 113 (2019): 92-97. online, role of international law.
- Polmar, Norman; Timothy M. Laur (1990). Strategic Air Command: People, Aircraft, and Missiles (2 изд.). Baltimore: Nautical and Publishing Company of America. ISBN 0-933852-77-0.
- Poole, Robert (2008). Earthrise: How Man First Saw the Earth. New Haven, Connecticut: Yale University. ISBN 978-0-300-13766-8.
- Portree, David S.F. (март 1995). „Part 1: Soyuz”. Mir Hardware Heritage. Reference Publication. NASA Reference Publication 1357. 95. Houston TX: NASA. стр. 23249. Bibcode:1995STIN...9523249P.
- Schefter, James (1999). The Race: The uncensored story of how America beat Russia to the Moon. New York: Doubleday. ISBN 0-385-49253-7. „isbn:0385492537.”
- Schmitz, David F. (1999). „Cold War (1945–91): Causes”.  Ур.: Whiteclay Chambers, John. The Oxford Companion to American Military History. Oxford University Press. ISBN 0-19-507198-0.
- Seamans, Robert C., Jr. (1967). „Findings, Determinations And Recommendations”. Report of Apollo 204 Review Board. NASA History Office. Архивирано из оригинала 05. 11. 2015. г. Приступљено 20. 09. 2020.
- Siddiqi, Asif A. (2003). Sputnik and the Soviet Space Challenge. Gainesville: University Press of Florida. ISBN 0-8130-2627-X.
- Siddiqi, Asif A. (2003). The Soviet Space Race with Apollo. Gainesville: University Press of Florida. ISBN 0-8130-2628-8.
- Stocker, Jeremy (2004). Britain and Ballistic Missile Defence, 1942–2002. London: Frank Case. стр. 12—24. ISBN 0-7146-5696-8.
- Turnhill, Reginald (2004). The Moonlandings: An Eyewitness Account. New York: Cambridge University Press. ISBN 0-521-81595-9.
- Первушин, Антон (2011). 108 минут, изменившие мир. Эксмо. ISBN 978-5-699-48001-2. (Anton Pervushin. 108 minutes which changed the world)